# Astyanax integer
Astyanax integer är en fiskart som beskrevs av Myers, 1930. Astyanax integer ingår i släktet Astyanax och familjen Characidae. Inga underarter finns listade.